# Первый лёд
Мёрзнет девочка в автомате,

прячет в зябкое пальтецо 

всё в слезах и губной помаде

перемазанное лицо.

Дышит в худенькие ладошки. 

Пальцы — льдышки. В ушах — серёжки.

Ей обратно одной, одной 

вдоль по улочке ледяной.
«Первый лёд» («Мёрзнет девочка в автомате…») — стихотворение русского поэта Андрея Вознесенского, написанное в 1956 году и ставшее одним из первых опубликованных им (в 1958 году) стихотворений. Одноимённая песня на музыку Оскара Фельцмана в советское время исполнялась Ниной Дордой и ВИА «Весёлые ребята». Имеется также вариант песни для хорового исполнения на музыку Родиона Щедрина. В 1990-е годы популярность приобрела песня «Плачет девушка в автомате» в исполнении Евгения Осина, в которой слова исходного стихотворения были частично изменены.

## Стихотворение
Вместе с тремя другими стихотворениями стихотворение «Первый лёд» было опубликовано в сборнике «День русской поэзии» 1958 года. Это была одна из первых публикаций ещё почти неизвестного поэта, стихи которого только в 1958 году появились в нескольких подборках. В последующих сборниках год написания стихотворения указывается как 1956-й.

## Песня
Уже в 1959 году Оскар Фельцман написал музыку на стихотворение «Первый лёд». Первой исполнительницей песни стала Нина Дорда. В этой версии текста слово «мёрзнет» было заменено на «плачет».
В 1970-е годы песня «Первый лёд» получила «второе рождение» благодаря ВИА «Весёлые ребята», в чьём исполнении она была записана на пластинках «Песни и романсы на стихи А. Вознесенского» и «Песни Оскара Фельцмана на стихи Андрея Вознесенского». В их версии первая строчка звучит так, как в оригинале Вознесенского («Мёрзнет девочка в автомате»).
Кроме песенной адаптации, стихотворение Вознесенского было обработано Родионом Щедриным для хора без сопровождения («Четыре хора на стихи А. Вознесенского», 1971).

В 1990-е годы песня стала хитом в новом варианте Евгения Осина «Плачет девушка…» (более известная как «Плачет девушка в автомате»). Она вошла в выпущенную в 1993 году пластинку Осина «70-я широта», основу которого составила дворовая музыка в эстрадной обработке. Текст песни в исполнении Осина имеет ряд отличий от оригинала, а заключительные строки Вознесенского («Эх раз, ещё раз, ещё много, много раз») в этом варианте опущены. На обложке LP указано, что автором слов песни является А. Вознесенский. Также песня вошла в концертный альбом 1996 года «Евгений Осин в „России“». В творчестве Осина песня «Плачет девушка в автомате» осталась одной из наиболее известных, а иногда её называют и главным хитом в карьере певца. По инициативе бывшего продюсера певца Валерия Жарова, именно эта песня прозвучала на похоронах Осина 20 ноября 2018 года.
Кавер-версии на песню Осина исполняли Владимир Кристовский (передача «Три аккорда», 2015 год), группа «Uma2rmaH» (передача «Достояние республики», 2015 год), группа «Город 312», Светлана Светикова (передача «Один в один!», 2015 год), Владимир Лёвкин (передача «Точь-в-точь», 2015 год) и др. Пародийный кавер «Плачет девочка с автоматом» исполнялся группой «Бони НЕМ» (альбом «Ни „Бэ“, ни „Мэ“ или „В мире животных“», 2000 год), пародия с тем же названием и другим текстом также выпускалась группой «Красная плесень» («Союз популярных пародий 1.000.000», 2005 год).

### Комментарии
1. ↑  Представлен фрагмент текста с целью ознакомления и для узнаваемости песни. Текст защищён законами об авторском праве и не может быть опубликован целиком.